# Cláudio, Minas Gerais
Cláudio este un oraș în unitatea federativă Minas Gerais (MG), Brazilia.